# Norra och Södra Vedbo domsagas valkrets
Norra och Södra Vedbo domsagas valkrets var vid riksdagsvalen till andra kammaren 1896–1908 en egen valkrets med ett mandat. Valkretsen, som bestod av Norra och Södra Vedbo härader, avskaffades vid övergången till proportionellt valsystem vid riksdagsvalet 1911 och uppgick då i Jönköpings läns östra valkrets.

## Riksdagsmän
- Johan Erickzon, lmp (1867–1869)
- Christian Sjögreen (1870–1872)
- Johan Erickzon, lmp (1873–1878)
- Gustaf Nordenskjöld (1879–1881)
- Johan Ericsson (1882–1884)
- Oskar Erickson, lmp 1885–1887, nya lmp 1888–1894, lmp 1895–1901 (1885–1901)
- Johan August Jonsson, lmp (1902–1911)

## Valresultat

### 1896
| Andrakammarvalet i Sverige 1896: Norra och Södra Vedbo domsagas valkrets | Andrakammarvalet i Sverige 1896: Norra och Södra Vedbo domsagas valkrets | Andrakammarvalet i Sverige 1896: Norra och Södra Vedbo domsagas valkrets | Andrakammarvalet i Sverige 1896: Norra och Södra Vedbo domsagas valkrets | Andrakammarvalet i Sverige 1896: Norra och Södra Vedbo domsagas valkrets |
| Kandidat                                                                 | Kandidat                                                                 | Röster                                                                   | Röster                                                                   | Röster                                                                   |
| Kandidat                                                                 | Kandidat                                                                 | Antal                                                                    | %                                                                        | +− %                                                                     |
| ------------------------------------------------------------------------ | ------------------------------------------------------------------------ | ------------------------------------------------------------------------ | ------------------------------------------------------------------------ | ------------------------------------------------------------------------ |
|                                                                          | Johan August Jonsson                                                     | 701                                                                      | 87,3                                                                     |                                                                          |
|                                                                          | Närmaste kandidat                                                        | 67                                                                       | 8,3                                                                      |                                                                          |
|                                                                          | Övriga kandidater                                                        | 35                                                                       | 4,4                                                                      | —                                                                        |
| Antal giltiga röster                                                     | Antal giltiga röster                                                     | 803                                                                      |                                                                          |                                                                          |
| Kasserade röster                                                         | Kasserade röster                                                         | 4                                                                        |                                                                          |                                                                          |
| Totalt                                                                   | Totalt                                                                   | 807                                                                      |                                                                          |                                                                          |

Valkretsen hade 31 335 invånare den 31 december 1895, varav 1 991 eller 6,4 % var valberättigade. 807 personer deltog i valet, ett valdeltagande på 40,5 %.

### 1899
| Andrakammarvalet i Sverige 1899: Norra och Södra Vedbo domsagas valkrets | Andrakammarvalet i Sverige 1899: Norra och Södra Vedbo domsagas valkrets | Andrakammarvalet i Sverige 1899: Norra och Södra Vedbo domsagas valkrets | Andrakammarvalet i Sverige 1899: Norra och Södra Vedbo domsagas valkrets | Andrakammarvalet i Sverige 1899: Norra och Södra Vedbo domsagas valkrets |
| Kandidat                                                                 | Kandidat                                                                 | Röster                                                                   | Röster                                                                   | Röster                                                                   |
| Kandidat                                                                 | Kandidat                                                                 | Antal                                                                    | %                                                                        | +− %                                                                     |
| ------------------------------------------------------------------------ | ------------------------------------------------------------------------ | ------------------------------------------------------------------------ | ------------------------------------------------------------------------ | ------------------------------------------------------------------------ |
|                                                                          | Johan August Jonsson                                                     | 629                                                                      | 64,1                                                                     | ▼23,2                                                                    |
|                                                                          | Närmaste kandidat                                                        | 348                                                                      | 35,4                                                                     |                                                                          |
|                                                                          | Övriga kandidater                                                        | 5                                                                        | 0,5                                                                      | —                                                                        |
| Antal giltiga röster                                                     | Antal giltiga röster                                                     | 982                                                                      |                                                                          |                                                                          |
| Kasserade röster                                                         | Kasserade röster                                                         | 45                                                                       |                                                                          |                                                                          |
| Totalt                                                                   | Totalt                                                                   | 1 027                                                                    |                                                                          |                                                                          |

Valet hölls den 30 juli 1899. Valkretsen hade 31 612 invånare den 31 december 1898, varav 2 035 eller 6,4 % var valberättigade. 1 027 personer deltog i valet, ett valdeltagande på 50,5 %.

### 1902
| Andrakammarvalet i Sverige 1902: Norra och Södra Vedbo domsagas valkrets | Andrakammarvalet i Sverige 1902: Norra och Södra Vedbo domsagas valkrets | Andrakammarvalet i Sverige 1902: Norra och Södra Vedbo domsagas valkrets | Andrakammarvalet i Sverige 1902: Norra och Södra Vedbo domsagas valkrets | Andrakammarvalet i Sverige 1902: Norra och Södra Vedbo domsagas valkrets |
| Kandidat                                                                 | Kandidat                                                                 | Röster                                                                   | Röster                                                                   | Röster                                                                   |
| Kandidat                                                                 | Kandidat                                                                 | Antal                                                                    | %                                                                        | +− %                                                                     |
| ------------------------------------------------------------------------ | ------------------------------------------------------------------------ | ------------------------------------------------------------------------ | ------------------------------------------------------------------------ | ------------------------------------------------------------------------ |
|                                                                          | Johan August Jonsson                                                     | 825                                                                      | 73,6                                                                     | ▲9,5                                                                     |
|                                                                          | Närmaste kandidat                                                        | 291                                                                      | 26,0                                                                     |                                                                          |
|                                                                          | Övriga kandidater                                                        | 5                                                                        | 0,4                                                                      | —                                                                        |
| Antal giltiga röster                                                     | Antal giltiga röster                                                     | 1 121                                                                    |                                                                          |                                                                          |
| Kasserade röster                                                         | Kasserade röster                                                         | 2                                                                        |                                                                          |                                                                          |
| Totalt                                                                   | Totalt                                                                   | 1 123                                                                    |                                                                          |                                                                          |

Valet hölls den 7 september 1902. Valkretsen hade 32 037 invånare den 31 december 1901, varav 2 122 eller 6,6 % var valberättigade. 1 123 personer deltog i valet, ett valdeltagande på 52,9 %.

### 1905
| Andrakammarvalet i Sverige 1905: Norra och Södra Vedbo domsagas valkrets | Andrakammarvalet i Sverige 1905: Norra och Södra Vedbo domsagas valkrets | Andrakammarvalet i Sverige 1905: Norra och Södra Vedbo domsagas valkrets | Andrakammarvalet i Sverige 1905: Norra och Södra Vedbo domsagas valkrets | Andrakammarvalet i Sverige 1905: Norra och Södra Vedbo domsagas valkrets |
| Kandidat                                                                 | Kandidat                                                                 | Röster                                                                   | Röster                                                                   | Röster                                                                   |
| Kandidat                                                                 | Kandidat                                                                 | Antal                                                                    | %                                                                        | +− %                                                                     |
| ------------------------------------------------------------------------ | ------------------------------------------------------------------------ | ------------------------------------------------------------------------ | ------------------------------------------------------------------------ | ------------------------------------------------------------------------ |
|                                                                          | Johan August Jonsson                                                     | 831                                                                      | 88,1                                                                     | ▲14,5                                                                    |
|                                                                          | Närmaste kandidat                                                        | 54                                                                       | 5,7                                                                      |                                                                          |
|                                                                          | Övriga kandidater                                                        | 58                                                                       | 6,2                                                                      | —                                                                        |
| Antal giltiga röster                                                     | Antal giltiga röster                                                     | 943                                                                      |                                                                          |                                                                          |
| Kasserade röster                                                         | Kasserade röster                                                         | 4                                                                        |                                                                          |                                                                          |
| Totalt                                                                   | Totalt                                                                   | 947                                                                      |                                                                          |                                                                          |

Valet hölls den 10 september 1905. Valkretsen hade 32 264 invånare den 31 december 1904, varav 2 296 eller 7,1 % var valberättigade. 947 personer deltog i valet, ett valdeltagande på 41,2 %.

### 1908
| Andrakammarvalet i Sverige 1908: Norra och Södra Vedbo domsagas valkrets | Andrakammarvalet i Sverige 1908: Norra och Södra Vedbo domsagas valkrets | Andrakammarvalet i Sverige 1908: Norra och Södra Vedbo domsagas valkrets | Andrakammarvalet i Sverige 1908: Norra och Södra Vedbo domsagas valkrets | Andrakammarvalet i Sverige 1908: Norra och Södra Vedbo domsagas valkrets |
| Kandidat                                                                 | Kandidat                                                                 | Röster                                                                   | Röster                                                                   | Röster                                                                   |
| Kandidat                                                                 | Kandidat                                                                 | Antal                                                                    | %                                                                        | +− %                                                                     |
| ------------------------------------------------------------------------ | ------------------------------------------------------------------------ | ------------------------------------------------------------------------ | ------------------------------------------------------------------------ | ------------------------------------------------------------------------ |
|                                                                          | Johan August Jonsson                                                     | 1 293                                                                    | 84,8                                                                     | ▼3,3                                                                     |
|                                                                          | Sigurd Pira (radikal)                                                    | 161                                                                      | 10,6                                                                     |                                                                          |
|                                                                          | Ernfrid Gelotte (liberal)                                                | 51                                                                       | 3,3                                                                      |                                                                          |
|                                                                          | Övriga kandidater                                                        | 19                                                                       | 1,3                                                                      | —                                                                        |
| Antal giltiga röster                                                     | Antal giltiga röster                                                     | 1 524                                                                    |                                                                          |                                                                          |
| Kasserade röster                                                         | Kasserade röster                                                         | 2                                                                        |                                                                          |                                                                          |
| Totalt                                                                   | Totalt                                                                   | 1 526                                                                    |                                                                          |                                                                          |

Valet hölls den 13 september 1908. Valkretsen hade 32 754 invånare den 31 december 1907, varav 2 652 eller 8,1 % var valberättigade. 1 526 personer deltog i valet, ett valdeltagande på 57,5 %.